# SystemRescue
SystemRescueCD — дистрибутив Linux, основанный на Arch Linux (до версии 6.0 на Gentoo). Распространяется в виде загрузочного LiveCD-образа. Предназначен для обслуживания и выполнения административных задач. Содержит инструменты для работы с жёстким диском: разбивка на разделы, диагностика, сохранение и восстановление разделов. Умеет монтировать разделы Windows NTFS для чтения и записи. Содержит также средства для настройки сети, сетевых сервисов, средства поиска руткитов и антивирус. Может быть загружен с компакт-диска, USB-накопителя, или по сети по протоколу PXE.

## Обзор возможностей
1. Использование 64-битного ядра[3] (до версии 6.0.0 была поддержка 32-битных систем и выбор ядра при загрузке).
2. Возможность указать дополнительные опции ядра при загрузке[7].
3. Кеширование образа при загрузке позволяет продолжать работу с LiveCD после извлечения носителя[7], таким образом делая возможным запись дисков в том же CD/DVD приводе, который использовался для загрузки[8].
4. Создание пользователем собственных вариантов загрузочного диска[9].
5. Работа с жёстким диском (Gparted, Partimage, sfdisk, FSArchiver, NTFS-3G, TestDisk)[10].
6. Поддержка большого количества файловых систем (Ext2/Ext3/Ext4, ReiserFS, Reiser4, Btrfs, XFS, JFS, VFAT, NTFS, ISO 9660).
7. Работа с сетью (SSH-, DHCP-, TFTP-, VNC- сервера, Rsync, NFS-, Samba-, FTP- клиенты)[11].